# مزرعة محمد حسن فلاحي تفتي (فراغة)
مزرعة محمد حسن فلاحي تفتي (بالفارسية: مزرعه محمدحسن فلاح تفتی) هي منطقة سكنية تقع في إيران في يزد.